# Flirting (película)
La primera experiencia (Flirting) es una película australiana, para público juvenil, sobre un romance entre dos adolescentes, escrita y dirigida por John Duigan, cuenta como protagonista con Noah Taylor a la que acompañan Thandie Newton y Nicole Kidman. Flirting es la segunda película de una incompleta trilogía autobiográfica de Duigan.

## Sinopsis
En la Australia de los años sesenta, Danny Embling es un joven estudiante interno en una escuela privada para chicos que se enamora de Thandiwe, una alumna de raza negra hija de un diplomático de Uganda. El problema es que la timidez de Danny no le deja mostrarle sus sentimientos.

## Reparto
- Noah Taylor es Danny Embling.
- Thandie Newton es Thandiwe Adjewa.
- Nicole Kidman es Nicola Radcliffe.
- Kym Wilson es Melissa.
- Naomi Watts es Janet Odgers.